# Phycitini
De Phycitini zijn een geslachtengroep van vlinders in de familie snuitmotten (Pyralidae). De wetenschappelijke naam van de geslachtengroep is voor het eerst geldig gepubliceerd in 1839 door Philipp Christoph Zeller. De synoniemen en geslachten in dit artikel volgen de lijst van de Global Pyraloid database.

## Synoniemen
- Acrobasiina Agenjo, 1958
- Phycitina Zeller, 1839

## Geslachten
- Abareia Whalley, 1970

= Abarys Turner, 1947
- Acrobasis Zeller, 1839

= Acrocaula Hulst, 1900
= Catacrobasis Gozmány, 1958
= Conobathra Meyrick, 1886
= Cyphita Roesler, 1971
= Cyprusia Amsel, 1958
= Mineola Hulst, 1890
= Numonia Ragonot, 1893
= Styphlorachis Hampson, 1930
= Seneca Hulst, 1890
= Trachycera Ragonot, 1893
= Hylopylora Meyrick, 1933
= Hylophora Whalley, 1970
= Rhodophaeopsis Amsel, 1950
- Addyme Walker, 1863

= Coleothrix Ragonot, 1888
- Alophia Ragonot, 1893
- Ammatucha Turner, 1922

= Sumatraphycis Roesler & Küppers, 1979
- Amphithrix Ragonot, 1893

= Amphitrix Amsel, 1935
= Horistarcha Meyrick, 1935
- Ancylodes Ragonot, 1887
- Ancylosis Zeller, 1839

= Ancylosoma Roesler, 1973
= Cabotia Ragonot, 1888
= Canarsiana Strand, 1920
= Encystia Hampson, 1901
= Harnocha Dyar, 1914
= Hulstia Hampson, 1901
= Hulstea Hulst, 1903
= Heterographis Ragonot, 1885
= Acornigerula Amsel, 1935
= Mona Hulst, 1888
= Hypographia Ragonot, 1890
= Hypogryphia Ragonot, 1890
= Pseudocabotia A. Blanchard & Knudson, 1985
= Staudingeria Ragonot, 1887
= Cornigerula Amsel, 1935
= Homoeograpta Hampson, 1930
= Homeograpta Whalley, 1970
= Syria Ragonot, 1887
= Hedemannia Ragonot, 1887
= Iransharia Amsel, 1959
- Ancylostomia Ragonot, 1893
- Anonaepestis Ragonot, 1894
- Anoristia Ragonot, 1887

= Ingridiola Roesler, 1969
- Apocabimoides Neunzig & Goodson, 1992
- Apomyelois Heinrich, 1956

= Ectomyelois Heinrich, 1956
- Archiephestia Amsel, 1955

= Bignathosia Amsel, 1955
- Arsissa Ragonot, 1893

= Anjumania Amsel, 1970
= Farsia Amsel, 1961
= Myeloisiphana Hartig, 1937
= Palloria Amsel, 1961
- Asalebria Amsel, 1953

= Exophora Roesler, 1988
= Postsalebria Amsel, 1955
= Praesalebria Amsel, 1954
- Asarta Zeller, 1848

= Chionea Guenée, 1845
- Asartodes Ragonot, 1893

= Compsoteles Meyrick, 1935
- Asclerobia Roesler, 1969
- Assara Walker, 1863

= Cateremna Meyrick, 1882
- Atritas Roesler, 1987
- Bahiria Balinsky, 1994
- Barbifrontia Hampson, 1901

= Sthenobela Turner, 1904
= Bradyrhaea Marschall, 1873
- Cabimoides Neunzig & Goodson, 1992
- Cactoblastis Ragonot, 1901

= Neopyralis Brèthes, 1920
- Cadra Walker, 1864

= Xenephestia Gozmány, 1958
- Calguia Walker, 1863

= Cabragus Moore, 1886
= Sigmarthria Ragonot, 1888
- Catastia Hübner, 1825

= Diosia Duponchel, 1832
- Cathyalia Ragonot, 1888
- Caviana Neunzig & Dow, 1993
- Cavipalpia Ragonot, 1893
- Ceutholopha Zeller, 1867

= Centolopha Caradja, 1910
= Ceutolopha Janse, 1942
= Hypophana Meyrick, 1882
- Christophia Ragonot, 1887

= Auxacia Ragonot, 1888
= Aria Ragonot, 1887
= Centrometopia Ragonot, 1887
= Parthia Ragonot, 1887
- Copamyntis Meyrick, 1934

= Compamyntis Roesler & Küppers, 1979
- Cremnophila Ragonot, 1893
- Creobota Turner, 1931
- Crocydopora Meyrick, 1882

= Crocidopora Hampson, 1908
= Crocydophora Whalley, 1970
- Cryptarthria Roesler, 1981
- Ctenomedes Meyrick, 1935
- Dectocera Ragonot, 1887
- Denticera Amsel, 1961
- Dioryctria Zeller, 1846

= Dioryctriodes Mutuura & Munroe, 1974
= Ocrisia Ragonot, 1893
= Pinipestis Grote, 1878
- Ecbletodes Turner, 1904
- Echinocereta Neunzig, 1997
- Ecnomoneura Turner, 1942
- Ectohomoeosoma Roesler, 1965
- Elegia Ragonot, 1887

= Ichorarchis Meyrick, 1937
= Microthrix Ragonot, 1888
- Encryphodes Turner, 1913
- Ephestia Guenée, 1845

= Anagasta Heinrich, 1956
= Hyphantidium Scott, 1859
- Ephestiopsis Ragonot, 1893

= Ephesitopsis Neave, 1939
- Epicrocis Zeller, 1848

= Canthelea Walker, 1866
= Canthelia Warren, 1888
= Gabra Walker, 1866
- Epischnia Hübner, 1825

= Epischnopsis Amsel, 1954
= Epischoria Stephens, 1834
- Episcythrastis Meyrick, 1937
- Etiella Zeller, 1839

= Alata Walker, 1863
= Arucha Walker, 1863
= Ceratamma Butler, 1881
= Mella Walker, 1859
= Modiana Walker, 1863
= Rhamphodes Guenée, 1845
- Eucampyla Meyrick, 1882
- Eucarphia Hübner, 1825

= Argyrodes Guenée, 1845
= Agyrodes Scudder, 1882
= Argyrorhabda Hampson, 1926
- Eupassadena Neunzig & Goodson, 1992
- Eurhodope Hübner, 1825

= Eurhobasis Roesler, 1988
= Eurhopode Caradja, 1899
= Eurodope Zeller, 1846
= Eudorope Zeller, 1846
= Eurrhodope Hübner, 1826
= Kyra Gozmány, 1958
= Semnia Guenée, 1845
- Euzophera Zeller, 1867

= Ahwazia Amsel, 1949
= Cymbalorissa Gozmány, 1958
= Longignathia Roesler, 1965
= Melia Heinemann, 1865
= Pistogenes Meyrick, 1937
= Quadrempista Roesler, 1973
= Stenoptycha Heinemann, 1865
- Euzopherodes Hampson, 1899

= Delattinia Roesler, 1964
= Epilydia Amsel, 1954
= Euzopherades Hampson, 1927
= Infinita Whalley, 1970
= Lydia Rebel, 1901
= Lydia Ragonot & Hampson, 1901
= Neononia Hampson, 1930
= Nyctigenes Meyrick, 1937
= Phloeophaga Chrétien, 1911
= Phlocophaga Amsel, 1935
= Radiestra Hampson, 1927
= Symphestia Hampson, 1930
= Trigonopyralis Amsel, 1935
- Faveria Walker, 1859

= Oligochroa Ragonot, 1888
= Pristarthria Ragonot, 1893
= Sclerobia Ragonot, 1893
- Glyptoteles Zeller, 1848

= Glyptoleles Wocke, 1871
- Gymnancyla Zeller, 1848

= Bazaria Ragonot, 1887
= Culcitaria Amsel, 1970
= Culcita Amsel, 1959
= Vixsinusia Amsel, 1970
= Dentinodia Ragonot, 1887
= Dentinosa Caradja, 1937
= Gynancycla Wocke, 1871
= Nefertitia Gozmány, 1960
= Spermatophthora Lederer, 1852
= Spermatophora Caradja, 1899
= Spermatopthora Hulst, 1887
- Hemiptiloceroides Neunzig & Dow, 1993
- Heterochrosis Hampson, 1926
- Homoeosoma J. Curtis, 1833

= Anhomoeosoma Roesler, 1965
= Homaeosoma Westwood, 1840
= Homoesoma Hampson, 1908
= Phycidea Zeller, 1839
= Lotria Guenée, 1845
- Hypargyria Ragonot, 1888
- Hypochalcia Hübner, 1825

= Araxes Stephens, 1834
= Hypochalcea Hübner, 1826
- Hypsipyla Ragonot, 1888
- Indomalayia Roesler & Küppers, 1979
- Indomyrlaea Roesler & Küppers, 1979
- Inverina Neunzig & Goodson, 1992
- Keradere Whalley, 1970

= Praesalebria Amsel, 1954
- Khorassania Amsel, 1951

= Abrephia Amsel, 1953
= Brephia Heinemann, 1865
- Klimeschiola Roesler, 1965
- Laetilia Ragonot, 1889
- Laodamia Ragonot, 1888
- Lasiosticha Meyrick, 1887

= Laosticha Hulst, 1903
= Lasiocera Meyrick, 1879
- Lophothoracia Hampson, 1901
- Lymphia Rebel, 1901

= Lympha Ragonot, 1901
- Magiria Zeller, 1867
- Mayaciella Neunzig & Dow, 1993
- Medaniaria Roesler & Küppers, 1979
- Megasis Guenée, 1845
- Merulempista Roesler, 1967
- Mesciniadia Hampson, 1901

= Meseiniadia Turner, 1913
- Metallosticha Rebel, 1901

= Ametallosticha Amsel, 1935
= Metallosticha Hampson, 1901
- Metallostichodes Roesler, 1967
- Meyrickiella Hampson, 1901

= Meyrickialis Hampson, 1930
- Michaeliodes Roesler, 1969
- Myelois Hübner, 1825

= Gnathogutta Roesler, 1988
= Lispe Treitschke, 1832
= Myclois Schreiner, 1849
= Myelophila Treitschke, 1835
- Myrlaea Ragonot, 1887
- Nefundella Neunzig, 1986
- Nephopterix Hübner, 1825

= Alispa Zeller, 1848
= Nephopteryx Zeller, 1839
- Nevacolima Neunzig, 1994
- Niethammeriodes Roesler, 1969
- Nyctegretis Zeller, 1848

= Trichorachia Hampson, 1930
- Ohigginsia Neunzig & Goodson, 1992
- Olyca Walker, 1857
- Oncocera Stephens, 1829

= Pollichia Roesler, 1980
- Ortholepis Ragonot, 1887

= Metriostola Ragonot, 1893
- Oxydisia Hampson, 1901
- Paramaxillaria Inoue, 1955

= Maxillaria Staudinger, 1879
- Parolyca Dyar, 1928
- Parramatta Hampson, 1901

= Macrochilota Turner, 1913
= Paramatta Neave, 1940
- Patagonia Ragonot, 1901
- Patagoniodes Roesler, 1969

= Patagonoides Clark et al., 1973
- Pempelia Hübner, 1825

= Hoeneia Caradja, 1938
= Salebria Zeller, 1846
- Pempeliella Caradja, 1916
- Phycita J. Curtis, 1828 233

= Phycis Fabricius, 1798
= Ceratium Thienemann, 1828
= Gyra Gistel, 1848
- Phycitodes Hampson, 1917

= Rotruda Heinrich, 1956
- Pima Hulst, 1888
- Plodia Guenée, 1845
- Polopeustis Ragonot, 1893
- Praeepischnia Amsel, 1954
- Protoetiella Inoue, 1959

= Ketambeia Roesler & Küppers, 1979
- Pseudoceroprepes Roesler, 1982
- Pseudopassadena Neunzig & Goodson, 1992
- Pseudophycita Roesler, 1969
- Psorosa Zeller, 1846

= Ectyposa Joannis, 1929
= Sopsora Roesler, 1975
- Pterothrixidia Amsel, 1954

= Pterothrix Ragonot, 1888
- Ptyobathra Turner, 1905
- Ptyomaxia Hampson, 1903

= Palibothra Ragonot, 1890
- Pyla Grote, 1882

= Matilella P. Leraut, 2001
= Pyla Ragonot, 1887
- Ralpharia Roesler, 1990
- Rambutaneia Roesler & Küppers, 1979
- Rasputinka Roesler, 1989
- Ratasa Herrich-Schäffer, 1849
- Remanephycis Roesler, 1989
- Salebriopsis Hannemann, 1965

= Postsalebria Hannemann, 1964
= Turdoempista Roesler, 1967
- Sciota Hulst, 1888

= Apodentinodia Roesler, 1969
= Belutchistania Amsel, 1951
= Belutschistania Amsel, 1951
= Clasperopsis Roesler, 1969
= Paranephopterix Roesler, 1969
- Seeboldia Ragonot, 1887
- Selagia Hübner, 1825

= Anacria Chrétien, 1910
- Sempronia Ragonot, 1888
- Stanempista Roesler, 1969
- Stereobela Turner, 1905
- Sudaniola Roesler, 1973
- Symphonistis Turner, 1904

= Cyanaphycis Roesler, 1978
- Synoria Ragonot, 1888
- Syntypica Turner, 1905
- Tephris Ragonot, 1890

= Aphyletes Ragonot, 1893
- Thospia Ragonot, 1888

= Paradaria Kuznetzov, 1908
- Thylacoptila Meyrick, 1885

= Bussa Ragonot, 1888
- Trachonitis Zeller, 1848
- Trissonca Meyrick, 1882
- Trychnocrana Turner, 1925
- Tucumania Dyar, 1925
- Tylochares Meyrick, 1883
- Unadillides Hampson, 1930
- Unadophanes M. Shaffer, Nielsen & Horak, 1996

= Scythrophanes Turner, 1947
- Vietteia Amsel, 1955
- Vitula Ragonot, 1887

= Manhatta Hulst, 1890
= Hornigia Ragonot, 1887
= Moodnella Heinrich, 1956
= Sosipatra Heinrich, 1956
= Volatica Heinrich, 1956
- Volobilis Walker, 1863
- Zonula J.C. Shaffer, 1995

= Hyalospila Ragonot, 1888
- Zophodia Hübner, 1825

= Amalafrida Heinrich, 1939
= Dakruma Grote, 1878
= Eremberga Heinrich, 1939
= Nanaia Heinrich, 1939
= Salambona Heinrich, 1939
= Sigelgaita Heinrich, 1939